# Rhythm Paradise
 (juillet 2018).
Si vous disposez d'ouvrages ou d'articles de référence ou si vous connaissez des sites web de qualité traitant du thème abordé ici, merci de compléter l'article en donnant les références utiles à sa vérifiabilité et en les liant à la section « Notes et références ».
Ne doit pas être confondu avec Beat the Beat: Rhythm Paradise.
Rhythm Paradise, connu sous le nom de Rhythm Heaven sur le continent nord américain et de Rhythm Tengoku Gold (リズム天国ゴールド, Rizumu Tengoku Gōrudo) au Japon, est un jeu de rythme musical sorti sur Nintendo DS. Ce jeu fait suite au précédent opus sorti sur Game Boy Advance uniquement au Japon, Rhythm Tengoku et précède l'opus suivant Beat the Beat: Rhythm Paradise.

## Système de jeu

### Contrôles
Le principe du jeu est de réaliser des actions au stylet, en rythme avec une musique et à travers des mini-jeux qui représentent des petites histoires dont le joueur est l'acteur (déterrer des navets, suivre une chorale, remplir des robots de carburant...). 

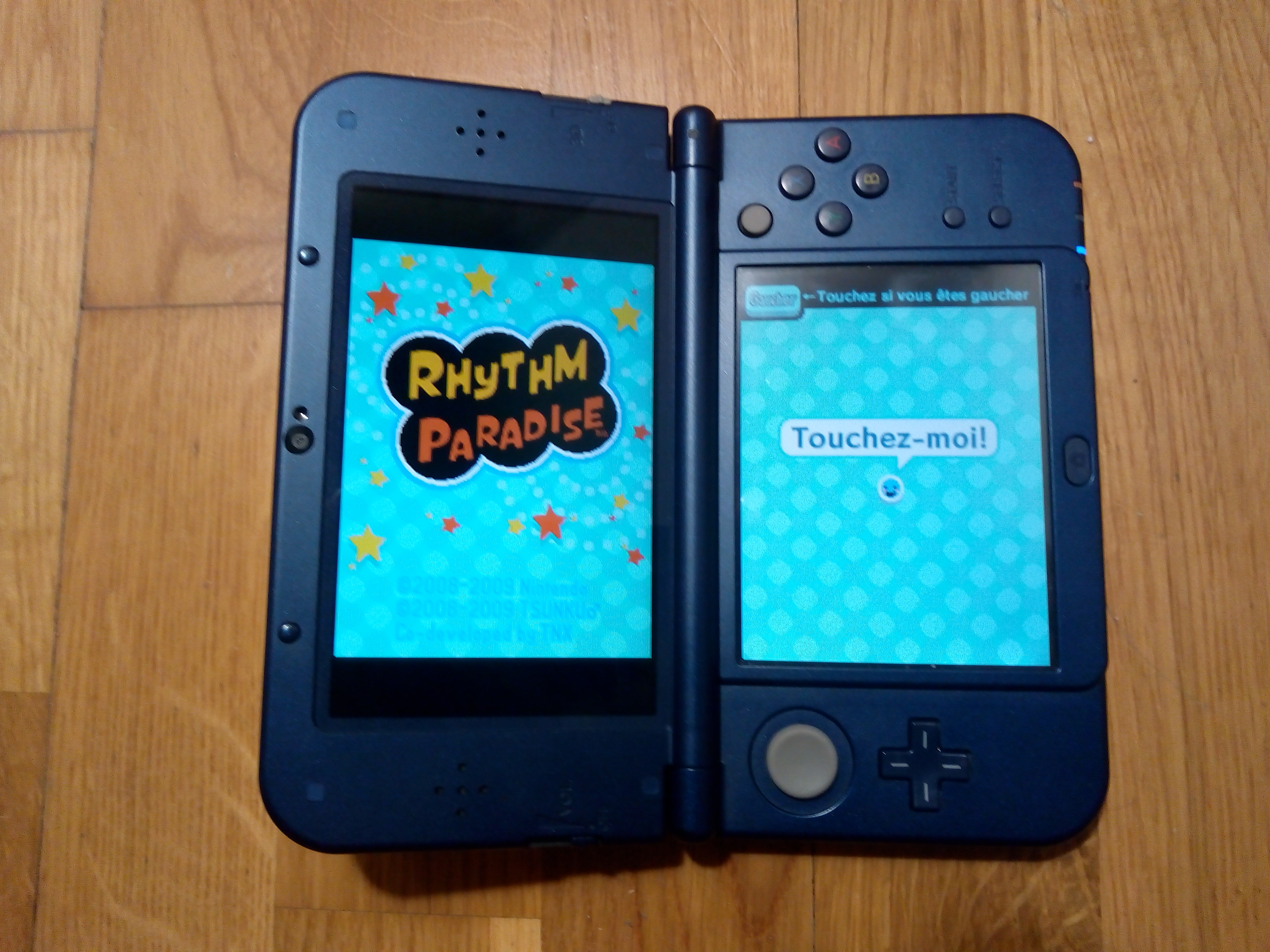
Le jeu Rhythm Paradise sur une New Nintendo 3DS XL, le jeu se joue dans cette position de la console.

Les boutons ne sont pas utilisés (sauf le bouton R pour le mini-jeu Rockers 2) et la console doit se tenir dans la main à la façon d'un livre ouvert ; le joueur doit uniquement faire usage du stylet de différentes manières sur l'écran droit pour les droitiers (et inversement pour les gauchers, option paramétrable). On dénote trois façons principales de manipuler le stylet : « Toucher », « Lever » et « Faire glisser ». Dans un mini-jeu, chaque coup de stylet joué est considéré soit comme réussi, soit comme à demi raté, soit comme raté.

### Structure du jeu
Le jeu est composé de 10 séries de 5 mini-jeux chacune. Quatre de ces mini-jeux sont originaux et le 5e est une compilation (portant le nom de REMIX dans le jeu) des mini-jeux précédents dans un nouveau contexte visuel et avec une musique différente.
À partir de la 7e série de mini-jeux, le jeu propose pour la plupart des niveaux une seconde version des mini-jeux précédents avec une difficulté plus élevée ainsi qu'un changement de décors/couleurs, souvent sans entraînement ou avec une nouvelle action en plus. Le jeu compte un total de 50 niveaux dont 10 remix et 16 suites de niveaux.
À la fin de chaque mini-jeu, le sens du rythme du joueur est évalué selon quatre notations: Super, Juste OK, OK, et Essayez encore. Si le joueur obtient une des 3 premières notations, le mini-jeu suivant est débloqué, sinon le mini-jeu devra être rejoué. Obtenir un Super ornera le mini-jeu d'un cadre d'or ou d'un cadre d'argent si l'on obtient OK ou Juste OK. Une médaille sera débloquée par le joueur s'il termine le niveau. Lorsque le joueur termine un mini-jeu, le niveau de Rythme change, dépendant de la performance du joueur ; elle peut augmenter, diminuer ou rester stable. Si le joueur obtient 3 « Essayez encore » à la fin d'un mini-jeu, celui-ci peut-être passé en échange de quelques points de rythme échangeables au Café.
Collectionner des médailles débloquera d'autres mini-jeux additionnels, dont des jeux sans fin à « high score », des leçons de guitare et des « jouets rythmés ». Après avoir obtenu une médaille pour un mini-jeu, le jeu peut donner l'occasion au joueur de tenter le "parfait" sur un niveau aléatoire, c'est-à-dire de terminer le mini-jeu sans aucune  « fausse note ». Trois tentatives sont offertes pour un même mini-jeu, un autre mini-jeu avec médaille sera sélectionné sinon. Si l'on réussit, le mot Parfait ainsi qu'un cadre doré orneront la case du mini-jeu. Un bonus (chanson, paroles, ou informations sur le personnage) correspondant au mini-jeu est débloqué et consultable dans le Café.

## Mini-jeux
| Mini-jeux           | Version 1 |
| ------------------- | --- |
| A la chaîne         | Suivez le rythme de la chaîne de montage et construisez des bidules indéfinissables.                                |
| La chorale          | Vous faites partie d'un trio de choristes. Vous chantez en dernier et devez faire comme les autres.                 |
| Robothon            | Vous devez administrer du carburant à des robots d'usines et en rythme.                                             |
| Fan Club            | Vous faites partie d'un fan club et devez suivre la cadence pour faire chauffer le public.                          |
| Échanges rythmés    | Vous disputez un match de tennis de table et devez renvoyer la balle à votre adversaire en tenant la cadence.       |
| Bataille galactique | Vous devez contrer une invasion ennemie dans l'espace en rythme.                                                    |
| Les trois bleus     | Vous devez garder le rythme pour éviter de rendre votre sergent colérique.                                          |
| Chants des moaïs    | Vous devez reproduire le chant de votre compagnon moaï en reproduisant sa voix en rythme.                           |
| Lézards ardents     | Vous êtes un des deux lézard qui viennent de se rencontrer et votre but et de communiquer avec celui-ci en rythme   |
| Récolte frappée     | Vous devez ramasser des navets en avançant sur un champ de navets en évitant les taupes.                            |
| Sur le vif          | Vous êtes un photographe qui doit prendre des clichés de bolide allant à toute vitesse.                             |
| Les charmeuses      | Vous devez reproduire les mouvements des autres charmeuses à travers une chorégraphie.                              |
| Avide ascète        | Vous êtes un ascète, vous devez engloutir plusieurs aliments en gardant la cadence.                                 |
| L'école des D.J.    | Vous êtes l'élève d'un D.J et vous devez écouter ses ordres au rythme de la musique.                                |
| Coups de taiko      | Vous disputez un tête à tête rythmé, vous devez suivre la cadence de votre ennemi.                                  |
| Labo de l'amour     | Vous êtes un chercheur devant comprendre les raisons du cœur que la raison ignore.                                  |
| Petit bassin        | Vous devez être synchronisé avec votre équipe lors d'une chorégraphie aquatique.                                    |
| Bal des esprits     | Vous êtes un spectre du rock et devez conclure un concert tardif.                                                   |
| Chien ninja         | Vous êtes un chien ninja et devez trancher tout type de chose en rythme.                                            |
| Danse des rainettes | Vous faites partie d'une équipe de batraciens et devez assurer une danse parfaite.                                  |
| Football spatial    | Vous devez enchaîner des séries de jongles sans faire tomber le ballon dans l'espace.                               |
| Recto verso         | Vous devez danser en rythme tout en faisant attention aux contre-temps.                                             |
| Rockeurs            | Vous êtes l'élève d'un rockeur et devez suivre sa composition musicale.                                             |
| Karatéka            | Vous êtes un karatéka et devez vous débarrasser d'objets et de bombes en utilisant poings, pieds et sens du rythme. |

## Café
Le café est un menu secondaire du jeu dans lequel le joueur peut discuter avec le gérant, celui-ci peut lui révéler le prochain mini-jeu duquel il peut décrocher le "parfait". Le joueur peut également écouter les musiques du jeu qui sont déblocables de même que du contenu textuel. Enfin, le joueur peut également s'exercer à travers un tutoriel.

## Personnages
- Le chien
- La note
- Le bidule
- Les petits chanteurs
- Les robots
- La jeune idole
- Le fou du rebond
- Les trois bleus
- La désatronaute
- Les moaïs
- Les lézards
- Le fermier
- Paul Clichet
- Les charmeuses
- L'avide ascète
- Les supporteurs taiko
- L'équipe de chercheurs de l'amour
- Les trois naïades
- Les spectres du rock
- Le chien ninja
- Les rainettes
- Le footballeur
- Les versatiles
- Les rockeurs
- Le Karatéka

## Bande-son
Les musiques du jeu sont l'œuvre originale du compositeur Tsunku. Certaines chansons proviennent de groupes japonais produits par Tsunku pour son label TNX, tels Canary Club et The Possible. Elles ont été réinterprétées en Anglais, Français, Allemand, Italien et Espagnol par d'autres chanteuses, dont Ayaka Kimura pour certains titres en anglais. Il avait été prévu d'inclure les versions japonaises dans le jeu, mais cela s'est révélé être impossible en raison du manque d'espace sur la cartouche (le jeu remplissant déjà une cartouche de 128 Mo). La bande originale est sortie au Japon sous le nom de Rhythm Tengoku Gold, mais ce ne fut pas le cas ni en Amérique ni en Europe.

### Chansons
- C'est certain (Fan club et Fan Club 2 en version longue)
- Aveux amoureux (Les Charmeuses 1 et Les Charmeuses 2)
- Valse du rock (Danse des rainettes et Danse des rainettes 2 en version instrumentale au saxophone)
- Pluie amère (Karatéka et Karatéka 2)
- Paradis trouvé (Aérosurf, musique des crédits)

## Développement
Rhythm Paradise a été développé par Nintendo SPD avec la participation de Tsunku, d'un producteur de musique, qui ont tous deux travaillé sur le précédent volet, Rhythm Tengoku. La conception du jeu est accréditée au programmeur Kazuyoshi Osawa qui a travaillé sur les séries Metroid et Warioware. Le jeu a également reçu des critiques positives.

## Marketing
La chanteuse Beyoncé a été choisie comme égérie dans les publicités du jeu vidéo, diffusées en été 2009 à l'international.